# Mini Coupe
Ne doit pas être confondu avec la Mini Coupé.
Le Mini Coupe est un avion léger de loisirs monoplace et monoplan à aile basse, à structure en aluminium et double dérive.
Cet avion en kit a été conçu aux États-Unis par Chris Tena Aircraft, DCS Inc.. Il partage son architecture avec l'Ercoupe, plus gros, ce qui explique son nom de « mini » Coupe. Les kits de construction complets (avec les pièces) ne sont plus vendus, mais il existe cependant toujours la possibilité de se procurer les plans pour construire l'avion en partant de zéro.

## Conception et développement

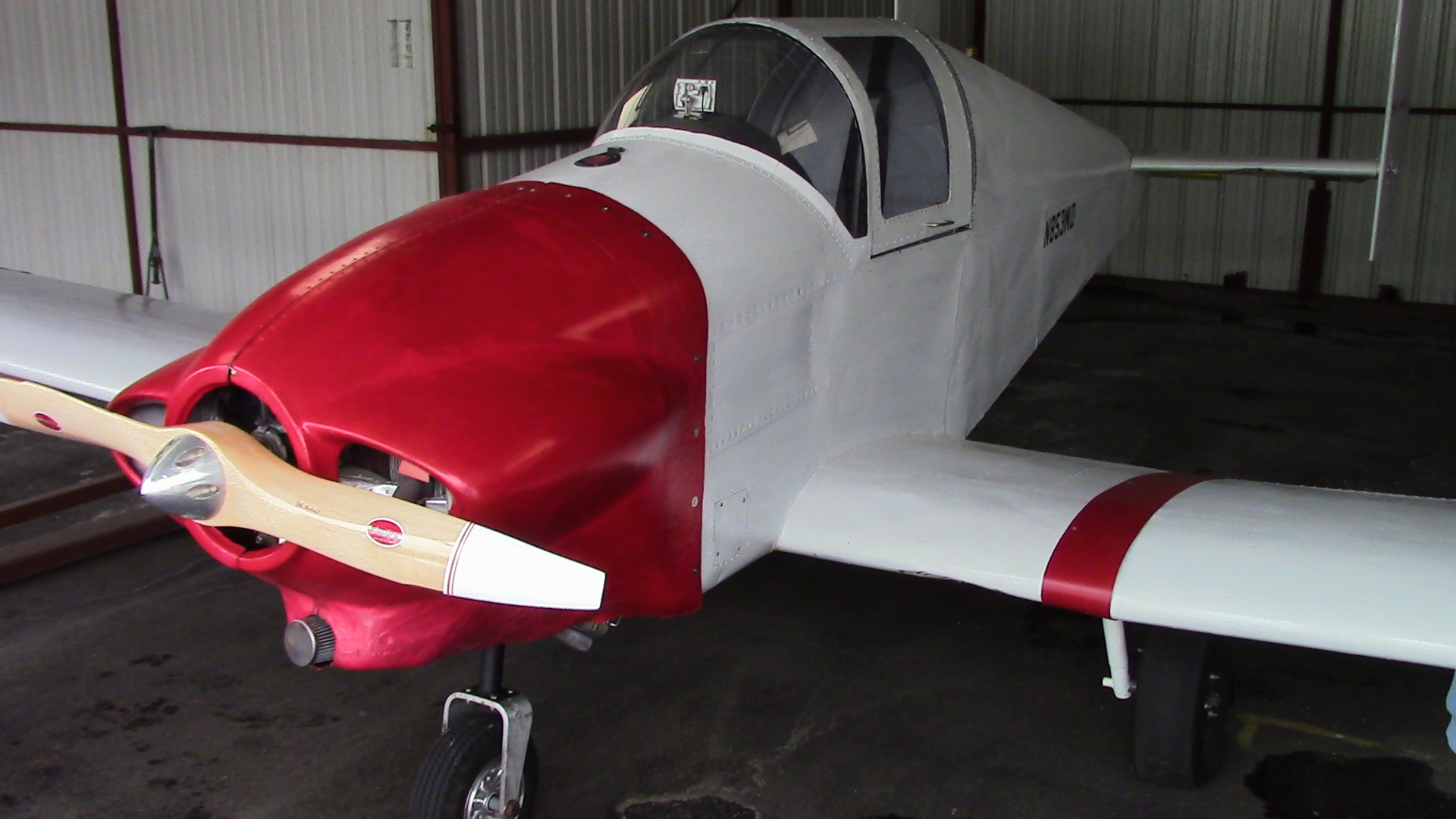
DCS Mini Coupe.

Le Mini Coupe fut conçu pour être fabriqué à l'aide de techniques et d'outillage rudimentaires, faisant un usage important de la construction en aluminium rivetée. À l'origine conçu pour tirer parti des moteurs refroidis par air Volkswagen (en), le Mini Coupe peut accueillir divers moteurs, dans une plage de puissances allant de 65 à 100 ch (48 à 75 kW). Les ailerons et les deux dérives sont actionnées par des tubes de type push-pull.
Le kit original était vendu en 1974 pour la somme de 1 694 dollars (soit 8 782 dollars de 2025), avec un coût total en pièces d'environ 2 400 dollars (soit 12 442 dollars de 2025). Ce kit incluait tous les matériaux de construction pour l'appareil. S'il était construit suivant les spécifications, l'appareil répondait aux critères pour être certifié en tant qu'avion expérimental, dans la catégorie Light sport aircraft.
Les droits des kits de Mini Coupe étaient commercialisés par Chris Tena, puis Bill Johnson — les deux n'étant en fait qu'une même société, Chris étant la femme de Bill —, puis Sport International et enfin Buck Sport Aviation.

### Spécifications techniques (exemple avec moteur VW)
Données de Site du fabricant.
Caractéristiques générales
- Équipage : 1 pilote
- Longueur : 4,99 m
- Envergure : 7,30 m
- Masse à vide : 225 kg
- Moteur : 1   moteur à pistons à 4 cylindres à plat refroidis par air Volkswagen 1 600 cm3 de 65 ch (48 kW)
- Carburant : 13 litres

 Performances 
- Vitesse de croisière : 145 km/h
- Vitesse de décrochage : 77 km/h
- Distance franchissable : 483 km
- Plafond : 3 800 m
- Vitesse ascensionnelle : 228 m/min
- Rapport poids-puissance : 3,46 kg/ch